# باد هیندلانگ
باد هیندلانگ (به آلمانی: Bad Hindelang) یک شهر در آلمان است که در ابرالاگوی واقع شده‌است. باد هیندلانگ ۴٬۹۰۱ نفر جمعیت دارد.

## نگارخانه

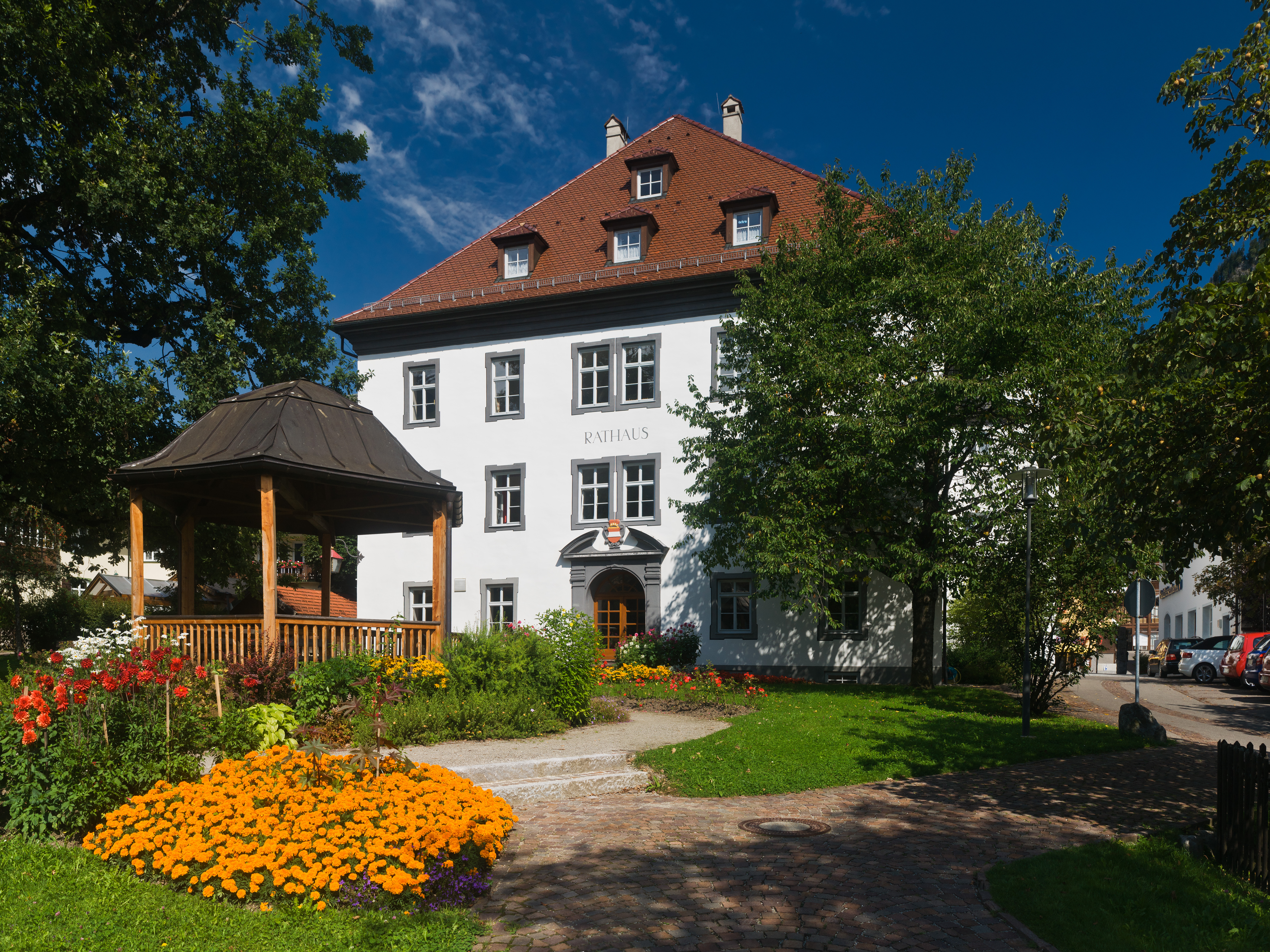
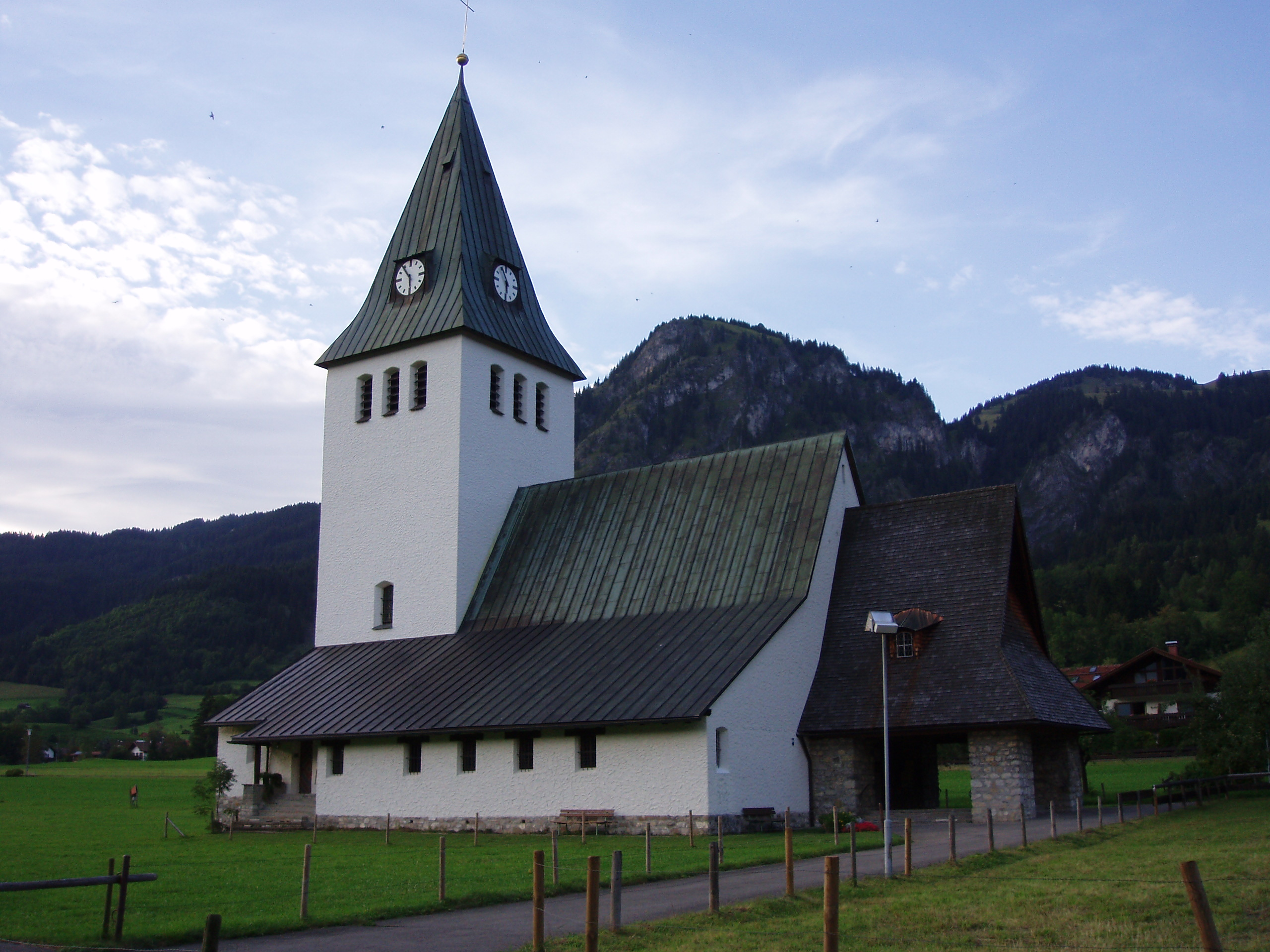
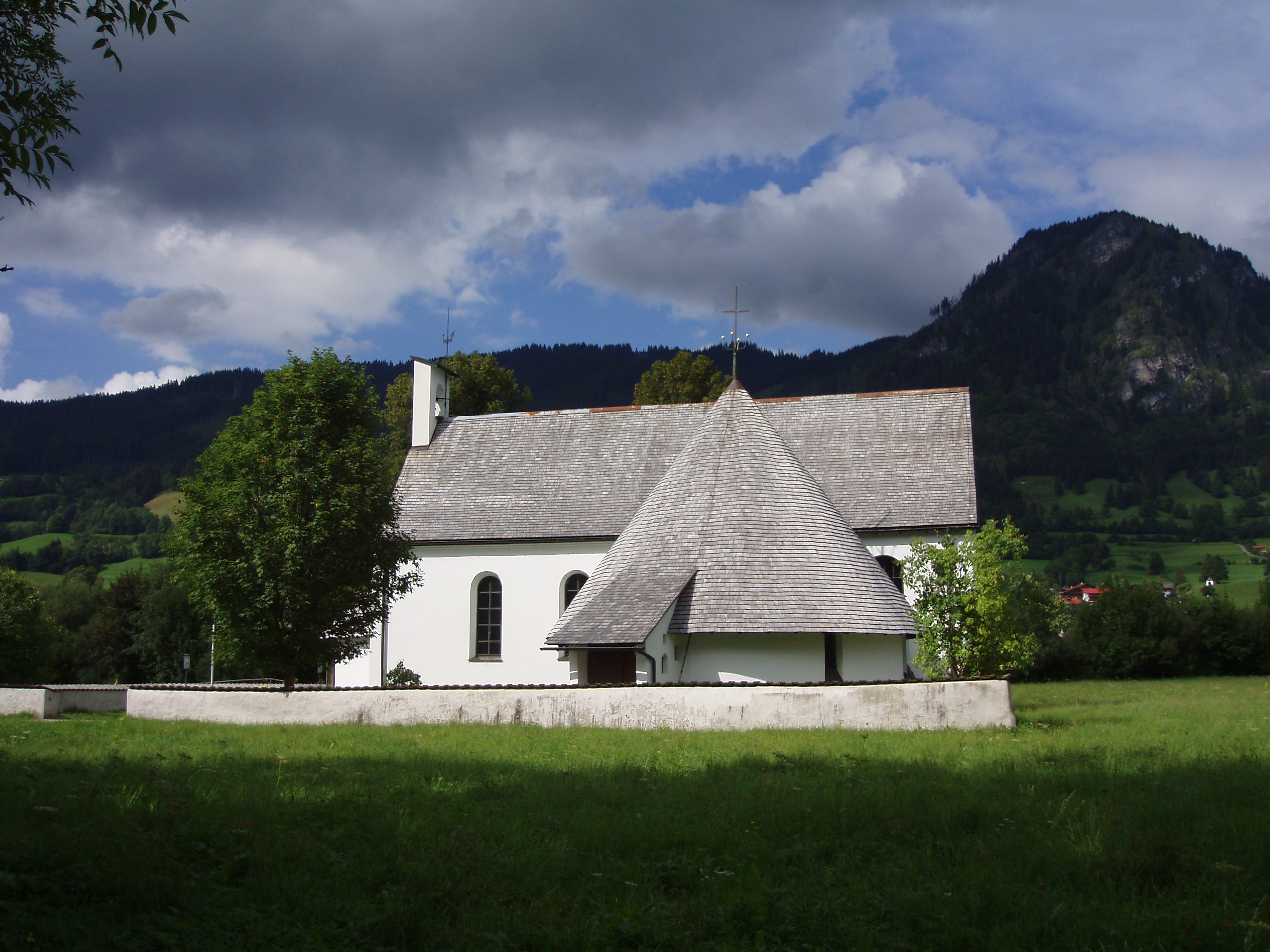
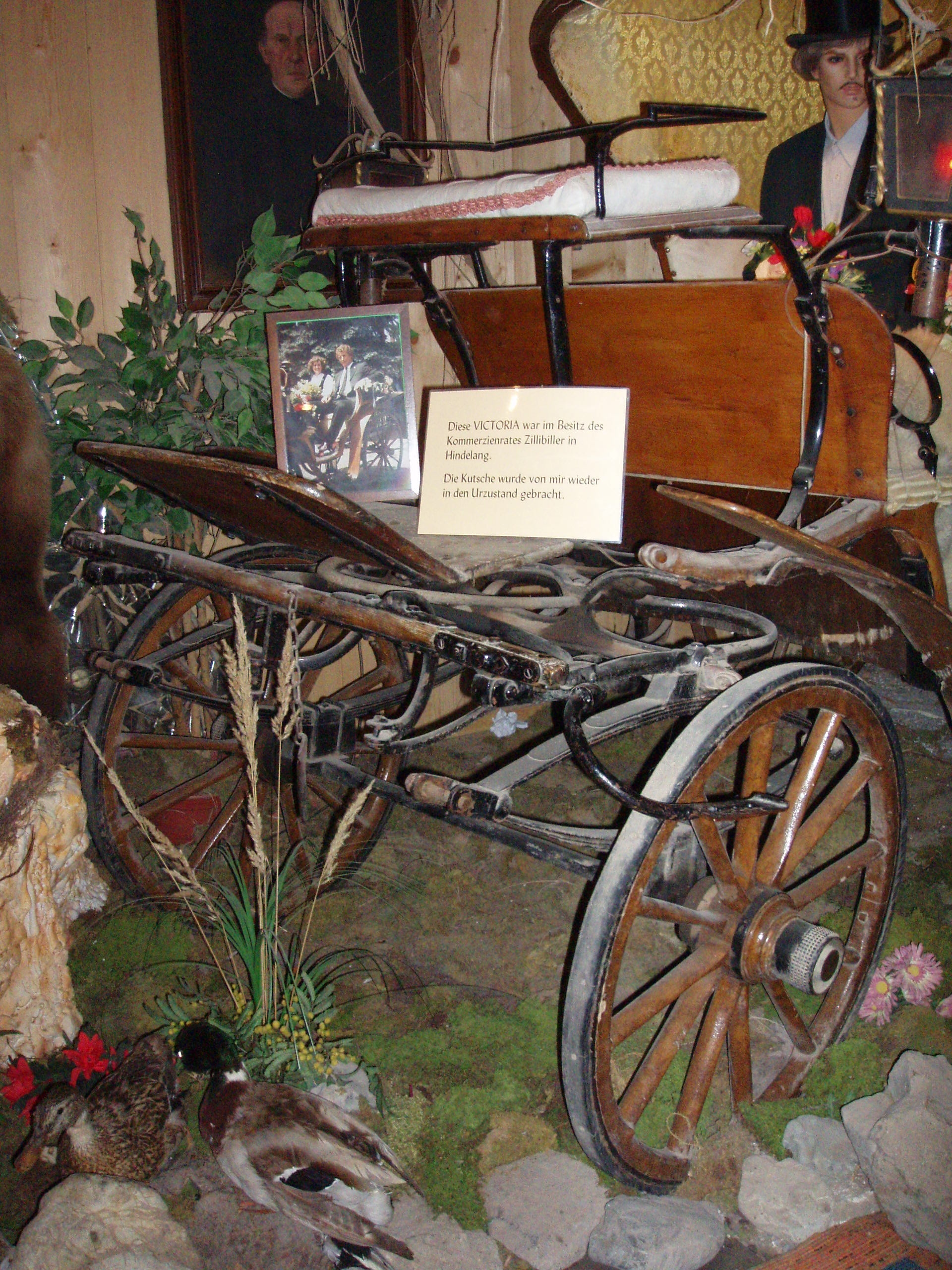
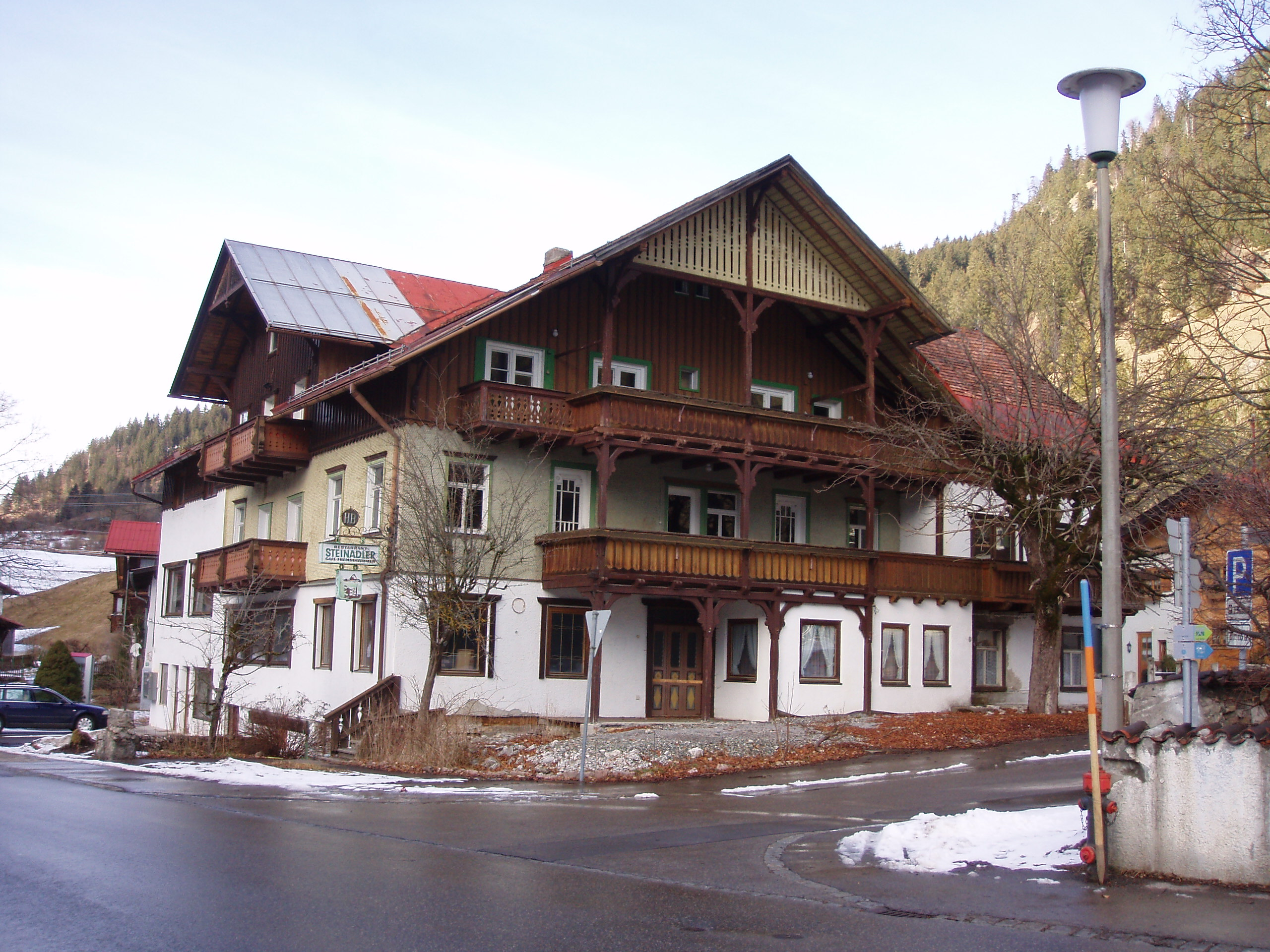
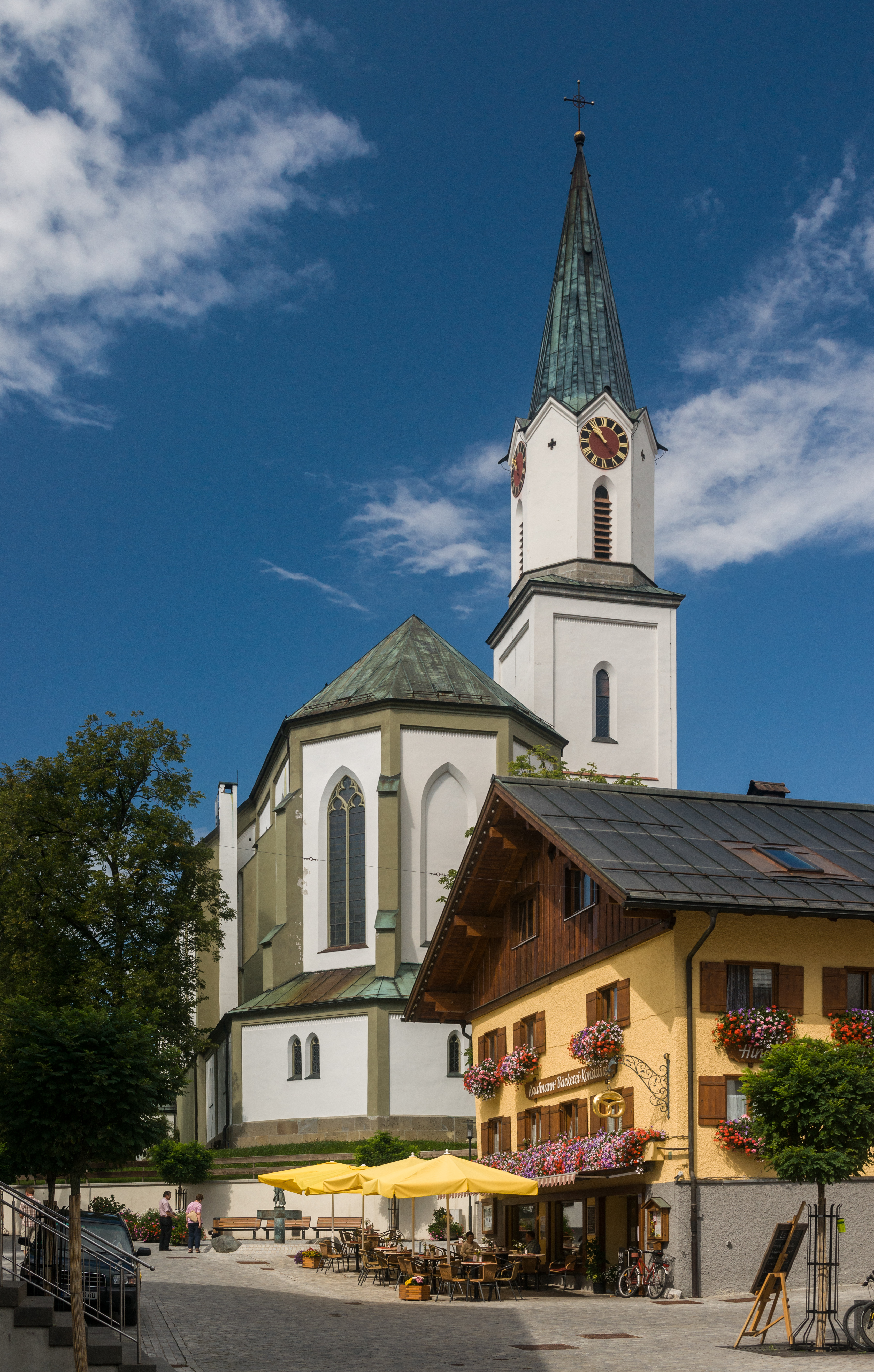
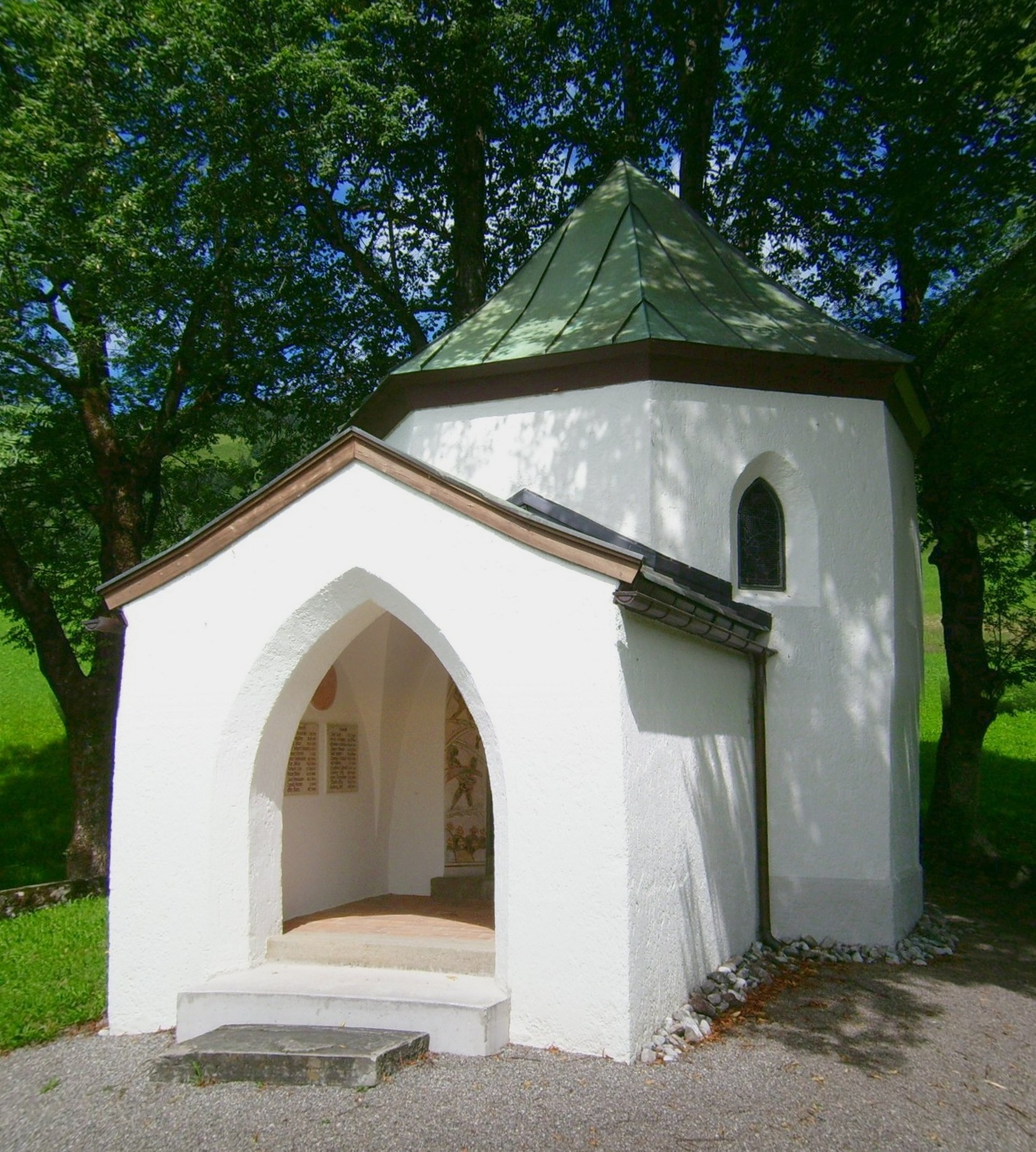
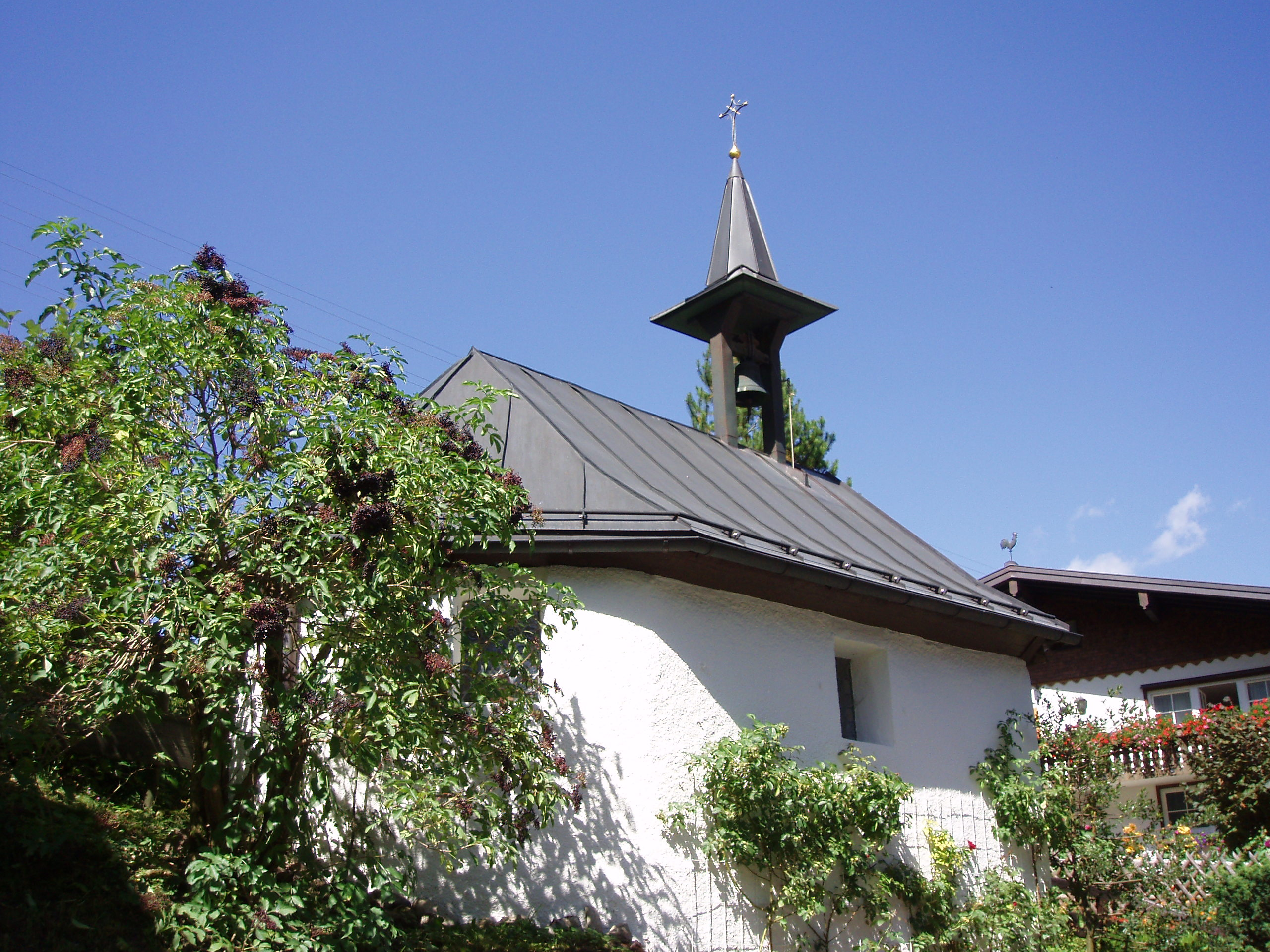
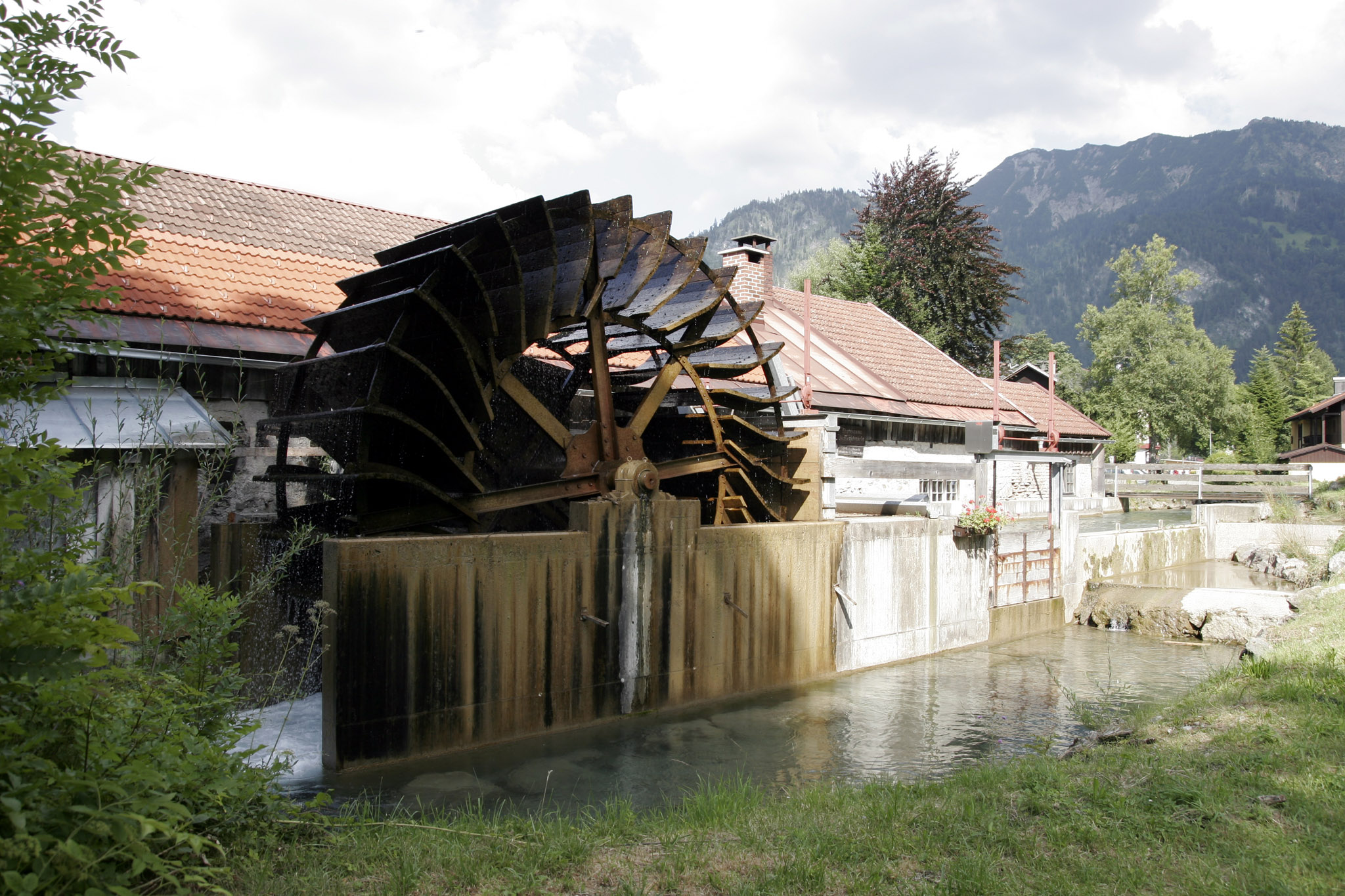
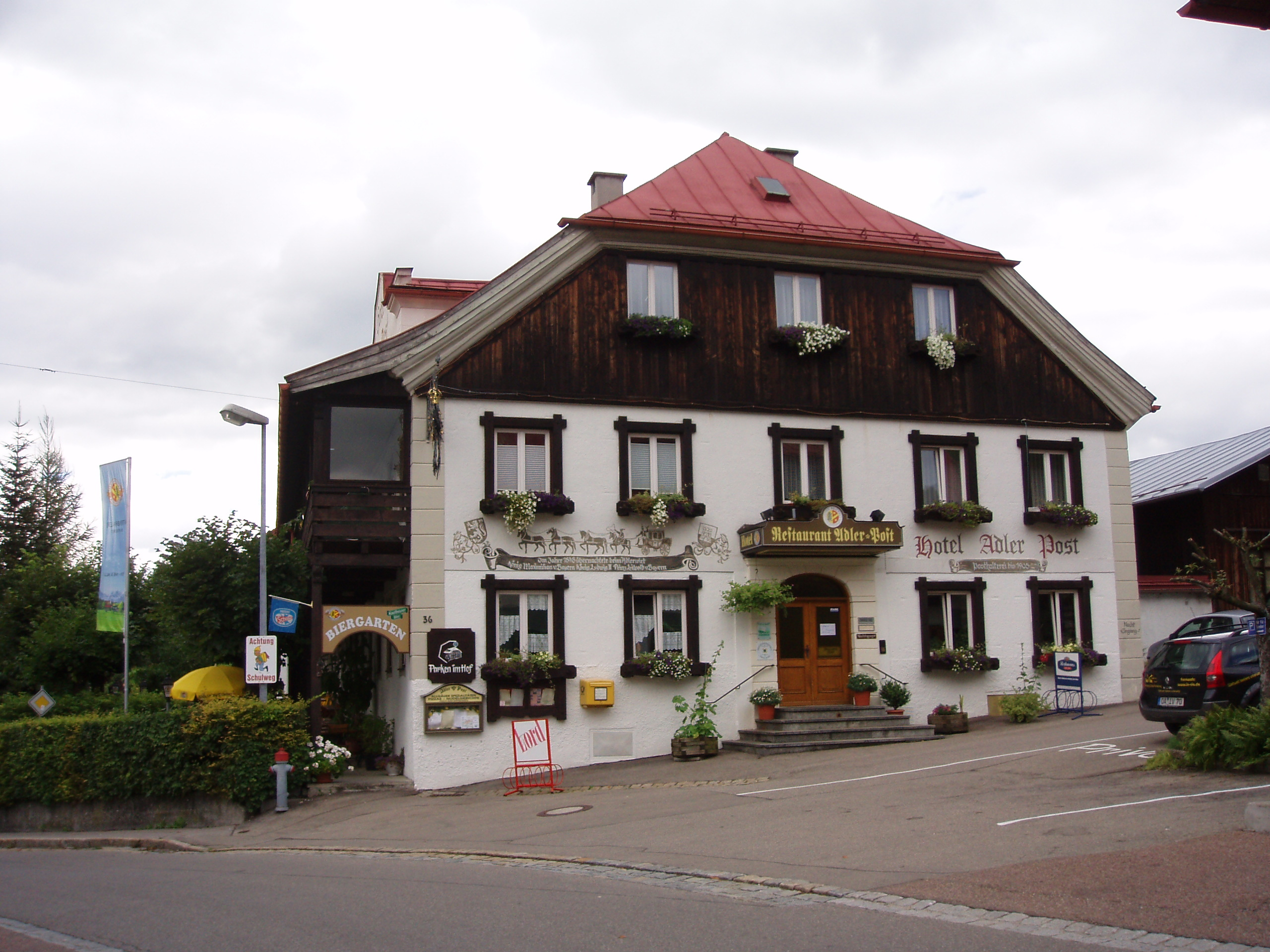
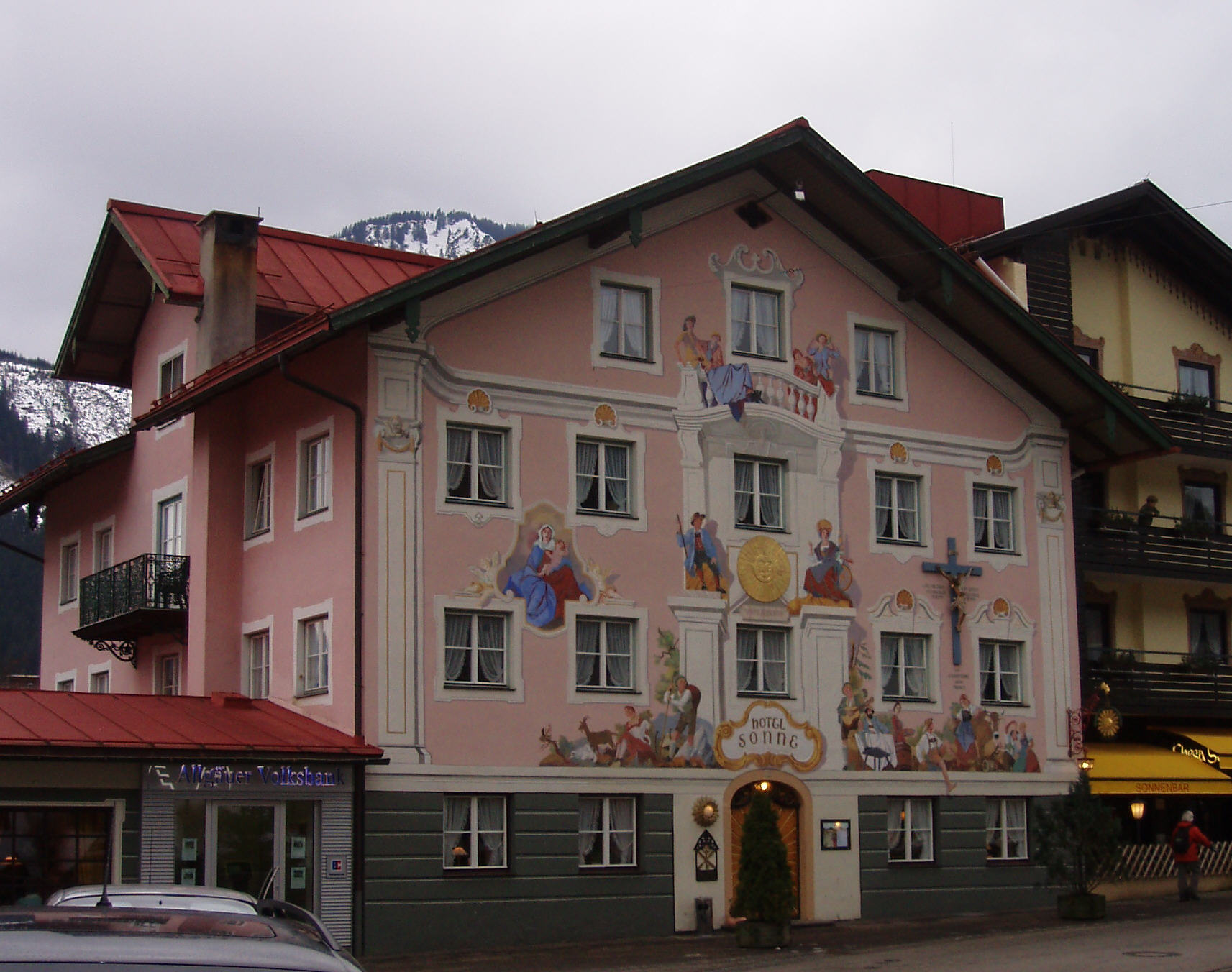